# Aguilar del Río Alhama
Aguilar del Río Alhama ist ein Ort und eine zur bevölkerungsarmen Serranía Celtibérica gehörende Gemeinde (municipio) mit insgesamt nur noch 426 Einwohnern (Stand: 2024) im Südosten der Autonomen Gemeinschaft La Rioja im Norden Spaniens.

## Lage und Klima
Der Ort Aguilar del Río Alhama liegt am Río Alhama in der Übergangszone vom Iberischen Gebirge im Süden zum Ebro-Tal im Norden und gut 100 km (Fahrtstrecke) südöstlich der Provinzhauptstadt Logroño in einer Höhe von ca. 635 m; bis nach Saragossa sind es weitere 125 km in südöstlicher Richtung. Das Klima ist gemäßigt bis warm; Regen (ca. 480 mm/Jahr) fällt hauptsächlich im Winterhalbjahr.

## Bevölkerungsentwicklung
| Jahr      | 1857  | 1900  | 1950  | 2000 | 2018 |
| Einwohner | 1.558 | 1.884 | 2.101 | 687  | 470  |

Infolge der Mechanisierung der Landwirtschaft, der Aufgabe bäuerlicher Kleinbetriebe und des daraus resultierenden geringeren Arbeitskräftebedarfs ist die Einwohnerzahl der Gemeinde seit der Mitte des 20. Jahrhunderts deutlich zurückgegangen (Landflucht). Zur Gemeinde gehört auch der Weiler (pedanía) Inestrillas mit etwa 50 Einwohnern.

## Wirtschaft
Die Gemeinde war jahrhundertelang zum Zweck der Selbstversorgung landwirtschaftlich orientiert, wobei die Viehwirtschaft (Milch, Käse, Fleisch) im Vordergrund stand; aus der Schafwolle wurden Weberzeugnisse hergestellt, die auch getauscht oder verkauft werden konnten. Aber auch Obst, Gemüse und Getreide wurden angebaut. Die Textilproduktion spielte bis in die 1960er Jahre ebenfalls eine wichtige Rolle im Wirtschaftsleben der Gemeinde. Heute werden vor allem im Sommerhalbjahr Ferienwohnungen (casas rurales) vermietet.

## Geschichte
Die archäologische Stätte Contrebia Leucade umfasst einen langen Siedlungszeitraum. Keltiberische, römische, westgotische und selbst islamisch-maurische Siedlungsspuren wurden auf dem Gemeindegebiet ansonsten nicht entdeckt, aber man weiß aus schriftlichen Quellen, dass eine hispano-römische oder westgotische Familie im 8. Jahrhundert zum Islam übertrat und als Banu Qasi den Ort und sein Umland beherrschte. Eine militärische Rückeroberung (reconquista) durch die Christen fand möglicherweise nicht statt, doch übernahmen diese im 12. Jahrhundert allmählich die Macht. Im weiteren Verlauf des Mittelalters war die Region zeitweise zwischen den Königreichen Kastilien, Navarra und Aragón umstritten; im Jahr 1198 jedoch eroberte Alfons VIII. von Kastilien die Stadt, die seitdem zu Kastilien gehörte. Im Jahr 1822 wurde Aguilar der neugeschaffenen Provinz Logroño zugeschlagen, aus welcher in den 1980er Jahren die Autonome Region La Rioja hervorging.

## Sehenswürdigkeiten
Aguilar

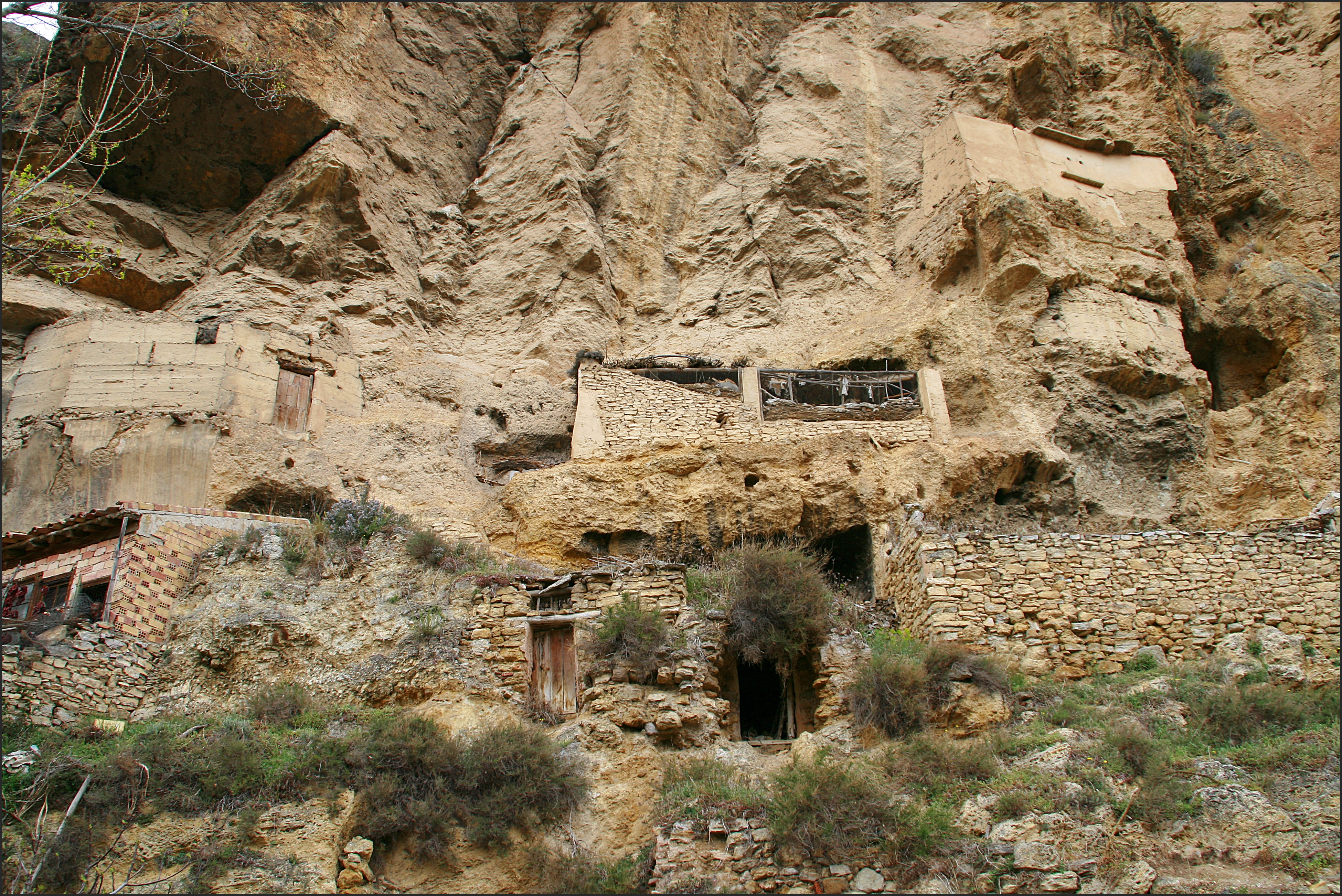
Inestrillas – Höhlenwohnungen

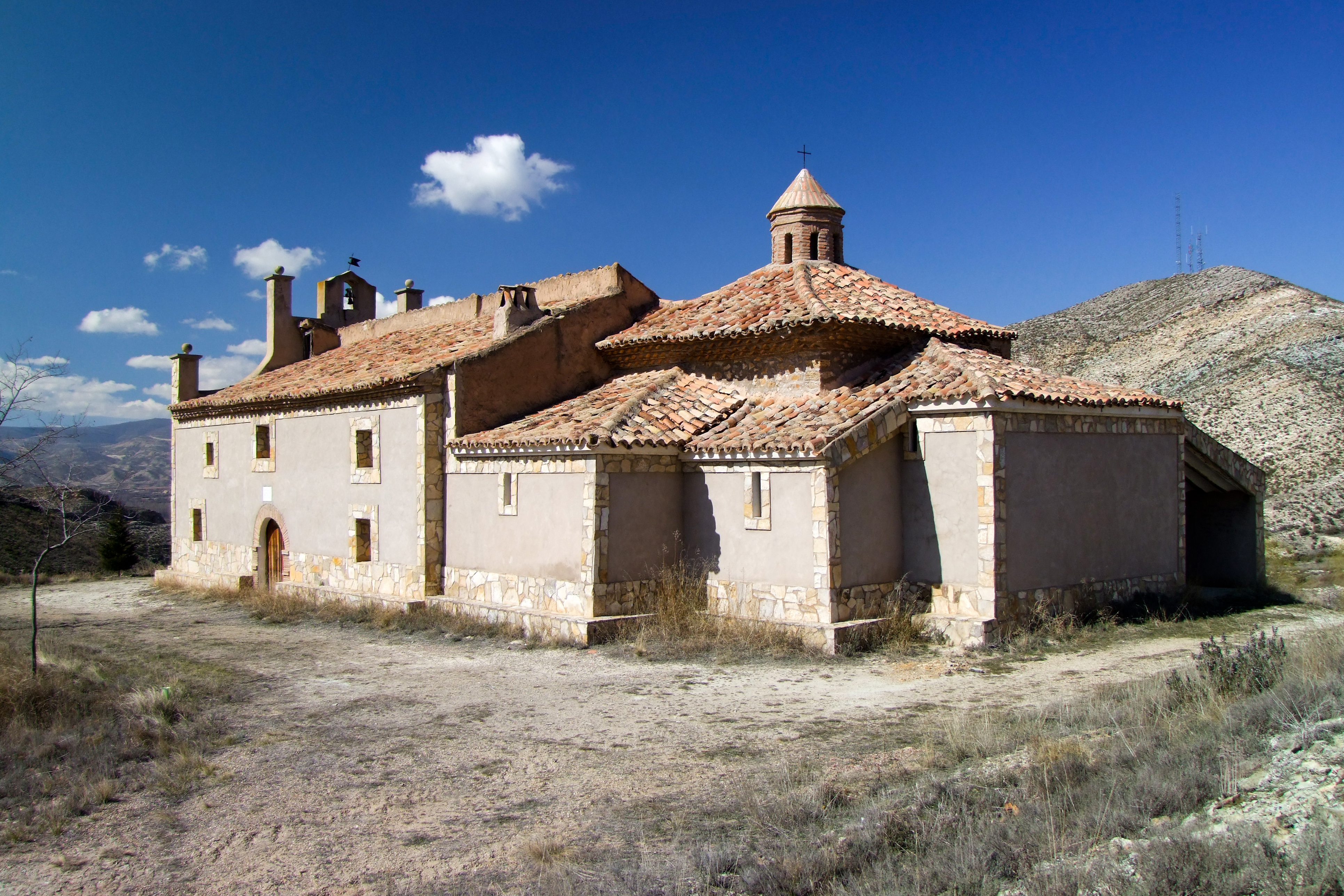
Ermita de la Virgen del Prado

- Von einer ehemals in den Felsen oberhalb des Ortes existierenden Burg (castillo) sind nur noch spärliche Reste vorhanden. Die Grundherren (señores) der Region Tierra de Cameros kamen durch königliche Schenkung im Jahr 1391 in den Besitz der Burg und nannten sich fortan „Grafen von Aguilar“ (Condes de Aguilar)[5]
- Die einschiffige und nahezu vollständig aus Bruchsteinen erbaute Iglesia de la Asunción ist der Himmelfahrt Mariens geweiht und entstand im 16. Jahrhundert; das aus Ziegelsteinen gemauerte Glockengeschoss des Turms wurde etliche Jahrzehnte später hinzugefügt. Das Kirchenschiff und die Apsis bergen mehrere barocke Altarretabel (retablos).
- Die Ermita de la Antigua Aguilar kann auf einer Wanderung erreicht werden.
- Nahe der Grenze zur Nachbargemeinde Cervera del Río Alhama befindet sich die keltiberisch-römische Ausgrabungsstätte Contrebia Leucade; die hier zutage getretenen Fundstücke umfassen einen Zeitraum von der Bronzezeit bis zum 9. Jahrhundert.

Inestrillas
- Beim ca. 2 km nordöstlich gelegenen Weiler Inestrillas[6] finden sich die Überreste einer an eine Felswand geschmiegten Burg sowie ehemalige Wohnhöhlen mit Außenwänden aus Bruchsteinen und Stampflehm.
- Auch die im 16. Jahrhundert erbaute und rippengewölbte Iglesia de la Natividad grenzt unmittelbar an eine Felswand.
- Ca. 3 km östlich befindet sich die sehenswerte Ermita de la Virgen del Prado, deren heutiger Bau aus dem 18. Jahrhundert stammt.
- Ganz in der Nähe finden sich Dinosaurierspuren.

## Persönlichkeiten
- Alberto Vera Aréjula (* 1957), Mercedarier, Bischof von Nacala ab 2018